# Бактеріальне вилуговування золота
Бактеріальне вилуговування золота — спосіб збагачення золота, який може застосовуватись для переробки золотовмісних руд та концентратів, а також для розчинення самородного золота.

## Опис методу
Виділена група гетеротрофних організмів, які найбільш активно розчиняють та переводять у розчин золото. Зокрема, культури Bac. megatherium 20, Bac. megatherium 30, Ps. liguefaciens 9 та Bac. megathericus niger 12 за 2-3 місяці переводять у розчин до 1,5-2,15 мг/л золота. Збільшити швидкість бактеріального вилуговування золота цими культурами можна застосуванням як вилуговувальних речовин попередньо отриманих продуктів метаболізму бактерій. Культивування мікроорганізмів у оптимальних умовах дозволяє отримати розчини з концентрацією до 14 г/л кислот, які розчиняють золото, найактивніші з них — це аспарагінова кислота та гістидин. Розчинність золота у таких розчинах значно підвищується у присутності окиснювачів, наприклад перекису натрію.
Вилуговування здійснюється культурними розчинами, що містять амінокислоти та білки при pH=9-10 у присутності перекису натрію. У цих умовах за 120—240 г вилучення золота досягає 70-82 %. Оптимальна концентрація амінокислот у вилуговувальному розчині 3-5 г/л.
Ефективне розчинення золота здійснюється продуктами метаболізму бактерій — мікроскопічних плісньових грибів Aspergillus niger 119, білковими екстрактами та гідролізатами. Вони містять такі амінокислоти, що розчиняють золото: фенілаланін, аспарагін, гліцин, гістидін, серін, аспарагінова та метіонін. Гідроліз білків та їх екстракція здійснюється лужними розчинами (200 г/л NaOH). Застосування білкових гідролізатів для вилуговування золота крупністю менше 0,1 мм із кварц-карбонітових руд при тристадійному вилуговуванні у перколяторах при Т: Р=1:2 у присутності окиснювача — перманганату калію (4 г/л) протягом 50 год. дозволяє вилучити 72 % золота. Білкові гідролізати застосовують при купчастому вилуговуванні золота з бідної сировини із тонковкрапленим золотом. Принципова схема купчастого вилуговування наведена на рисунку 1.1.
Такий метод є найефективнішим для вилучення золота з руд і пісків із тонковкрапленим золотом та з мінералами пустої породи, що представлені кварцом та польовим шпатом.
Перевага цього методу — це його ефективність, він надає можливість вилучення золота з руд і пісків із тонковкрапленим золотом та мінералами пустої породи. До того ж цей метод економічний.
Недолік цього методу — його складність. Необхідно постійно контролювати параметри установки бактеріального вилуговування, все обладнання повинно бути в кислотостійкому виконанні.